# 田汰遂
田汰遂（韓語：전태수，1984年3月2日—2018年1月21日），韓國男演員，名字或音譯全泰秀，是女演員河智苑之弟。於2004年6月開始服兵役，2006年6月完結。2007年開始出演電視劇。亦擅長於跆拳道（黑帶三段）及柔道（黑帶三段）。
田汰遂因憂鬱症接受治療，但最後於2018年1月21日自殺逝世。

## 作品

### 电视劇
| 年份   | 電視台   | 電視劇名稱           | 角色   |
| ------ | -------- | -------------------- | ------ |
| 2007年 | OCN      | 黑幫奶爸             | -      |
| 2007年 | SBS      | 相愛的好日子         | -      |
| 2007年 | SBS      | 王和我               | 韓智根 |
| 2010年 | KBS      | 成均館緋聞           | 河仁守 |
| 2010年 | SBS      | 沒關係，爸爸的女兒   | 朴宗錫 |
| 2010年 | MBC      | 全部我的愛           | 全室長 |
| 2011年 | MBN      | 來了來了終於來了     | 金屈宙 |
| 2012年 | 強視傳媒 | 隱婚日記             | 何必   |
| 2013年 | JTBC     | 宮中殘酷史－花的戰爭 | 南赫   |
| 2013年 | MBC      | 帝王之女守百香       | 陳武   |

### 短片
| 年份   | 短片名稱   |
| ------ | ---------- |
| 2009年 | K&J命運    |
| 2009年 | 快樂好幫手 |

### MV
- TWOSOME〈過的好嗎〉（2007年）
- ALi〈別裝粗俗〉（2011年）

## 醉酒打人事件
據韓國《朝鮮日報》2011年1月31日報導，韓國演員全泰秀日前因涉嫌酒後施暴被警方拘捕。全泰秀涉嫌於當地時間29日中午12時25分在麻浦區新水洞街頭毆打出租車司機宋某，並對前來制止的麻浦警署警察崔某和巡警金某施暴，現已對其進行不拘留立案。警方稱全泰秀在弘益大學附近喝酒後，在乘出租車回家的路上醉醺醺的他把腳放在了駕駛席旁邊的扶手上。司機宋某讓他把腳挪開，他卻口出惡言，還踢了宋某的右肩兩腳。據悉，接警後趕來的警察讓其下車時，他卻惡語相加還腳踢警察腹部，並用手推搡。全泰秀在2011年1月30日對自己的行為作為道歉，並稱自己現正深刻反省中。全泰秀亦因為這次事件而辭演《金枝玉葉向錢衝》，並安排該角色出國。

## 外部連結
- 田汰遂的Instagram帳戶
- 田汰遂的X（前Twitter）
- 全泰秀的新浪微博